# Central Park (Metro de Chicago)
Central Park es una estación en la línea Rosa del Metro de Chicago. La estación se encuentra localizada en 1915 South Central Park Avenue en Chicago, Illinois. La estación Central Park fue inaugurada el 9 de diciembre de 1951.  La Autoridad de Tránsito de Chicago es la encargada por el mantenimiento y administración de la estación.

## Descripción
La estación Central Park cuenta con 1 plataforma central y 2 vías. 

## Conexiones
La estación es abastecida por las siguientes conexiones de autobuses: 
- Rutas del CTA Buses
  - 21 Cemark
  - 82 Kimball-Homan